# Miranda (satélite)
Miranda, también designado como Urano V, es el menor de los cinco satélites principales del planeta Urano y el último en ser descubierto hasta el sobrevuelo de Urano por la sonda espacial Voyager 2. Descubierto por Gerard Kuiper el 16 de febrero de 1948, recibe su nombre de Miranda, la hija del mago Próspero de la obra de William Shakespeare (La Tempestad).

## Características orbitales
La inclinación de la órbita de Miranda (4,338°) es muy alta para un cuerpo tan próximo a su planeta. Es posible que en algún momento estuviese en resonancia orbital 3:1 con Umbriel. La fricción provocada por las fuerzas de marea podría haber causado un calentamiento en el interior del satélite y ser el origen de la actividad geológica y criovolcánica.

## Características físicas

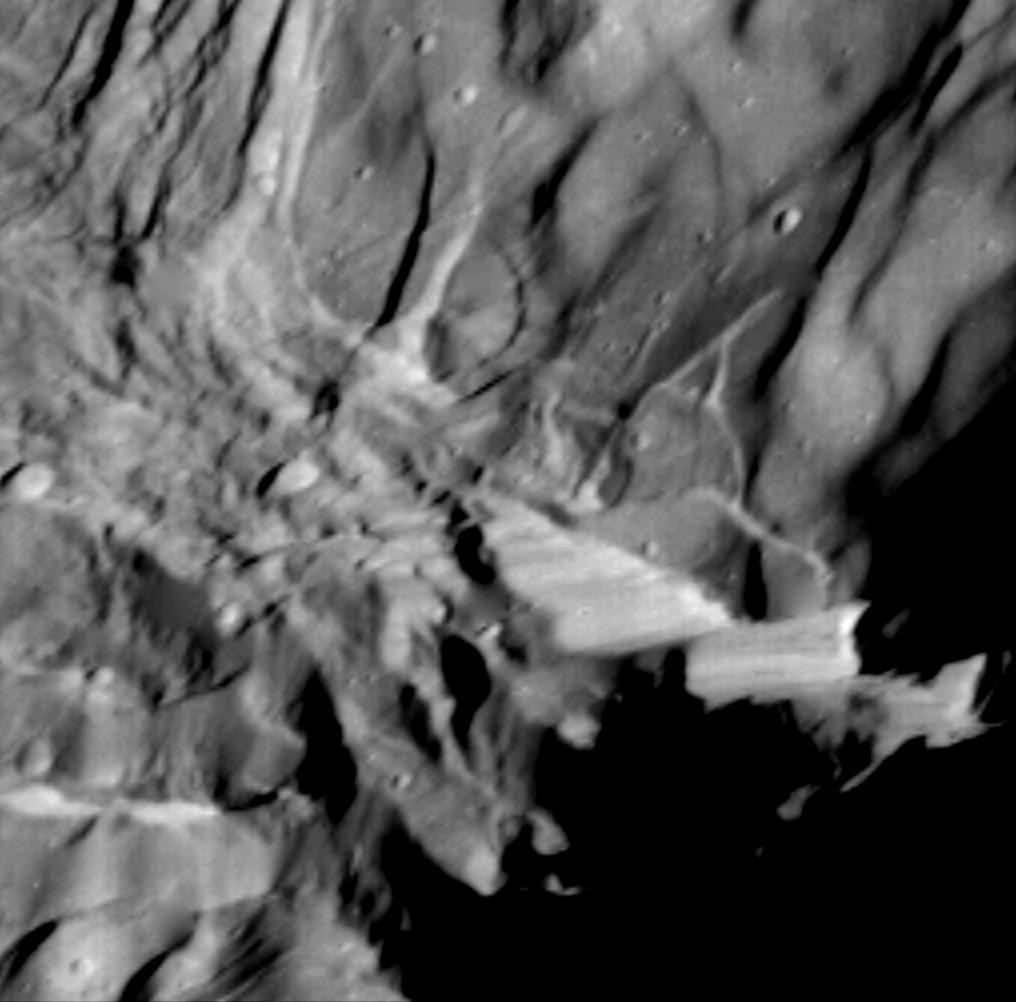
Vista de Verona Rupes, una larga falla que alcanza entre 5 y 10 kilómetros de altura —el acantilado más alto del sistema solar—.

Miranda es un cuerpo cuasiesférico de 472 km de diámetro. Todo parece indicar que el nacimiento del satélite fue extremadamente violento, a tenor de su extraordinaria orografía. La superficie de Miranda está formada en su mayoría por agua helada, estando el interior posiblemente formado por rocas silíceas y compuestos ricos en metano. Geológicamente, Miranda ha sido el cuerpo más activo del sistema solar.
La superficie está atravesada por grandes cañones de hasta 20 km de profundidad con regiones de terreno resquebrajado que indican una muy intensa actividad geológica en el pasado. Se piensa que esta actividad geológica podría estar relacionada con efectos de marea producidos por Urano. Sin embargo, es más aceptada la teoría de que en el pasado Miranda sufrió un fuerte impacto que estuvo a punto de destruir el satélite. Otra teoría, que ahora ya no se considera tan válida, sugiere que en el pasado Miranda sufrió un fuerte impacto que la partió en trozos. Con el tiempo, los fragmentos se volvieron a juntar, dando el aspecto de cuerpo remendado que tiene actualmente.